# Franklin Island National Wildlife Refuge

Franklin Island est une petite île située dans Muscongus Bay (en), sur le littoral du comté de Knox dans l'État du Maine. Elle fait partie administrativement de la ville de Friendship.

Le gouvernement des États-Unis a acquis l’île Franklin en 1806 et a achevé la construction du phare de Franklin Island en 1808. Il s’agissait du troisième phare construit dans le Maine. L'United States Lighthouse Service et son successeur, l'United States Coast Guard, ont continué à équiper le phare pendant 160 ans avant l’automatisation de la station en 1967. L'United States Fish and Wildlife Service a acquis l’île Franklin en 1973, en faisant ainsi la première île acquise pour le Petit Manan National Wildlife Refuge Complex.

## National Wildlife Refuge
Franklin Island a une superficie de 4,9 ha. Il s’agit de l’un des plus petits refuges du système américain de refuge faunique des États-Unis. C'est l'un des cinq refuges qui composent le refuge national de la faune des îles côtières du Maine (Maine Coastal Islands National Wildlife Refuge (en), ainsi que les îles Cross Island (en), Petit Maman, Pond Island et Seal Island.
L'île Franklin abritait autrefois l'une des plus grandes colonies d'eider à duvet du Maine qui a été décimée par le choléra aviaire au milieu des années 1980. La population s'est lentement rétablie et un relevé de 2003 a documenté plus de 330 couples d'eiders et plus de 100 couples de goéland marin  et de goéland hudsonien.
L'île Franklin est fermée au public pendant la saison de nidification des oiseaux de mer (avril – août), elle est accessible pendant la journée le reste de l'année.